# Abri de Santo Adriano
L' abri de Santo Adriano  est un site archéologique situé à Tuñón dans la commune de Santo Adriano dans la communauté autonome des Asturies,.
Il a été classé Bien d'intérêt culturel en 1997 (RI-51-0010103).

## Description
Cet abri sous roche, faisant partie des Cuevas de Santo Adriano (es) présente un important ensemble de gravures du Paléolithique supérieur composé de figures zoomorphes (principalement des bisons, des cerfs et des chèvres) qui comptent au total une trentaine de figures réparties sur les parois est et ouest. Il contient également quelques signes croisés.
La cavité a été officiellement découverte le 13 novembre 1994 par J.M. Quintanal Palacio et le groupe archéologique d'Oviedo, bien qu'après avoir reçu des instructions d'un voisin de Tuñón, qui avait préalablement remarqué l'existence des gravures rupestres. Celle-ci mesure 7,50 m de long sur 4 m de large avec un hauteur maximale de 5,70 m
Les grottes de Santo Adriano appartient à un groupe de lieux d'art pariétal appelés « sanctuaires extérieurs » en raison de leur emplacement dans les vestibules des grottes ou dans des abris où arrive la lumière du soleil. Ils sont chronologiquement attribués à la période artistique dite Horizonte II du Nalón moyen, qui correspond aux périodes du Gravettien et du Solutréen ancien. Bien que d'autres auteurs prônent une plus grande antiquité de ces manifestations, les ramenant au début du Paléolithique supérieur, à l'Aurignacien. D'autres sites importants de Nalón Medio sont les grottes et abris de Los Torneiros et la Cueva Pequeña (tous deux à Santo Adriano), Murciélagos, Cueva de Godulfo (es), Entrecueves et Cuevas de la Lluera.